# Plejada Bytom
Atrium Plejada – centrum handlowe w Bytomiu, w skład którego wchodzi galeria handlowa i hipermarket Carrefour.

## Informacje ogólne
Centrum handlowe Plejada położone jest na terenach bytomskiej dzielnicy Karb, przy Alei Jana Nowaka Jeziorańskiego nr 25 (droga krajowa 88), na granicy z Zabrzem. Teren centrum handlowego błędnie przypisywany jest do dzielnicy Miechowice. Plejada posiada bezpośrednie połączenia autobusowe z centrum Bytomia i Gliwic. 
Plejada została wybudowana w 2000 roku. Powierzchnia całkowita obiektu wynosi 40 tys. m². W centrum znajduje się hipermarket Carrefour oraz 80 sklepów i punktów usługowych. Wśród najemców są m.in.: Sephora, Bata, Reserved, H&M, Promod, RTV Euro AGD, Apart, Deichmann i Bytom. Początkowo w centrum miało mieścić się także kino wielosalowe i market DIY, lecz ostatecznie ich nie wybudowano. Spółka jednak nadal ma to w planach. Plejada posiada bezpłatny parking na 1500 miejsc, przy którym działa stacja benzynowa Carrefour i dworzec komunikacji międzynarodowej. Na terenie centrum funkcjonuje bezpłatny hotspot.
Developerem inwestycji Plejada Bytom jest firma Meinl European Land.
W 2010 roku rozpoczęto kolejne prace budowlane związane z rozbudową terenów Centrum Handlowego Plejada o hipermarket remontowo-budowlany. 15 listopada 2010 r. otwarto hipermarket Castorama. Obiekt zlokalizowany jest w południowo – zachodniej części CH Plejada, przy wjeździe na parking od strony Zabrza.